# Natalija
Natalija (ukr. Наталія) – wieś na Ukrainie, w obwodzie żytomierskim, w rejonie żytomierskim, w hromadzie Dołbysz. W 2001 liczyła 458 mieszkańców.